# 二氧化硫脲
二氧化硫脲是一种有机硫化合物，可用于布料工业。它是一种还原剂，它是白色固体，有互变异构体。

## 结构

二氧化硫脲的亚磺酸式互变异构体，存在于水溶液

二氧化硫脲的结构依周围环境而定。晶体和气态的二氧化硫脲有C2v对称性。这个分子的键长（单位：皮米）为S-C = 186、C-N = 130 和S-O = 149。硫中心是三角锥形的。C-S键的键长更像一个单键。作为比较，硫脲的C=S双键为171 pm。在水中或二甲基亚砜里，二氧化硫脲会转化成另一种互变异构体，为一种亚磺酸，结构式(H2N)HN=CS(O)(OH)。

## 制备
二氧化硫脲于1910年由英国化学家Edward de Barry Barnett首次合成。
二氧化硫脲是由过氧化氢氧化硫脲而成。
(NH2)2CS + 2H2O2 → (NH)(NH2)CSO2H + 2H2O
这个反应的机制已被研究。
它也可以由二氧化氯氧化硫脲而成。二氧化硫脲产品的质量可以通过用靛蓝滴定评估。

## 用处
二氧化硫脲可用来漂白布料。它也可以把硝化芳香醛和硝化芳香酮还原成硝化芳香醇。